# کاکیچ
کاکیچ (به مجاری:  Kákics) یک منطقهٔ مسکونی در مجارستان است که در ناحیه شیه واقع شده‌است.